# Hermann Ludwig Pfeiffer
Hermann Ludwig Pfeiffer (* 2. Juli 1858 in Stockach; † nach 1924; katholisch) war ein seit 1889 im badischen Staatsdienst stehender Jurist und Amtsvorstand, vergleichbar mit einem heutigen Landrat.

## Familie
Pfeiffer war der Sohn des Kaufmanns und Wirts Josef Pfeiffer (* 2. August 1811 in Stockach; † 10. Dezember 1884) und der Josefa geborene Reiser (* 27. Februar 1820; † 10. Dezember 1884). Er heiratete am 27. September 1890 in Emmendingen Juliana geborene Fuhrmann (* 19. Juni 1869 in Oberhausen), Tochter des Oberbezirks-Geometers Julius Fuhrmann (* 12. Juni 1839 in Eppingen; † 1. Oktober 1910 in Freiburg im Breisgau) und der Elisabeth geborene Löes (* 8. April 1845 in Odenheim; † 21. Dezember 1904 in Freiburg). Aus dieser Ehe entstammt die Tochter Elisabeth (* 7. Juni 1893 in Emmendingen) und der Sohn Julius Goswin (* 1. Juni 1894 in Waldshut).

## Leben
Nach dem Studium der Rechtswissenschaften bis Dezember 1885 und dem ersten und zweiten Staatsexamen wurde Pfeiffer ab 1889 Referendar. Während seines Studiums wurde er 1880 Mitglied der Landsmannschaft Ghibellinia Tübingen. Seine erste Stelle als Amtmann erhielt er am 31. Oktober 1893 beim Bezirksamt Waldshut und danach wurde er am 12. Juli 1897 zum Bezirksamt Pforzheim versetzt, wo er am 11. Oktober 1898 zum Oberamtmann befördert wurde. Am 11. März 1899 wurde er Amtsvorstand beim Bezirksamt Säckingen und danach ab dem 30. Juli 1904 beim Bezirksamt Sinsheim, um schließlich am 21. März 1908 zum Bezirksamt Bruchsal versetzt zu werden. Dort wurde er 1910 zum Geheimen Regierungsrat ernannt. Am 10. April 1913 wurde er Verwaltungsgerichtsrat und in seiner letzten Stelle vor seinem Ruhestand war er als Amtsvorstand zum Bezirksamt Lahr.

## Auszeichnungen
- 1906 Ritterkreuz 1. Klasse des Zähringer Löwenordens
- Badische Jubiläumsmedaille
- 1909 Preußische Rote Kreuz-Medaille 3. Klasse
- 1918 Silberne Verdienstmedaille am Bande des militärischen Karl Friedrich-Verdienstordens

## Schriften
- Die Schlacht bei Stockach am 25. März 1799, in: Schriften des Vereins für Geschichte des Bodensees und seiner Umgebung, 54. Jg. 1926, S. 28–71 (Digitalisat)